# Åsundaön

Åsundaön är en ö i Vänern i Segerstads socken i Karlstads kommun.
Åsundaön har varit bebodd sedan forntiden. Här finns en bronsåldersgrav och under medeltiden var den känd som rastplats för pilgrimer. 1900 bodde omkring 50 personer på ön. Den siste jordbrukaren flyttade från ön på 1960-talet och den saknade därefter bofast befolkning fram till 1987 då en familj åter bosatte sig på ön. På ön finns förutom ett helårsboende 27 fritidshus. Naturen på ön är varierad. Södra delen är naturreservat, och huvudsakligen beväxt med lövskog. 1950 såldes ön till skogsbolag som lade igen åkrarna och planterade odlingsmarken med granskog. Det mesta av granskogen är nu avverkad och ersatt av lövträd. På den nordvästra stranden finns flera jättegrytor.